# 锡蒙伊斯
锡蒙伊斯（葡萄牙語：Simões）是巴西皮奥伊州的一个市镇。总面积1023.917平方公里，总人口13506人，人口密度13.2人/平方公里。